# ماريتا كاماتشو كيروس
ماريتا ديل كارمن كاماتشو كيروس (بالإسبانية: Marita del Carmen Camacho Quirós) (10 مارس 1911 - 20 يونيو 2025) هي السيدة الأولى السابقة لكوستاريكا، في فترة حُكم زوجها فرانسيسكو أورليش بولمارسيتش رئيسًا لكوستاريكا من 1962 إلى 1966. وهي أول سيدة أولى في البلاد تصبح معمرًة فائقة، وأيضًا أكبر سيدة أولى في العالم.